# Friedrich Hermann Löscher

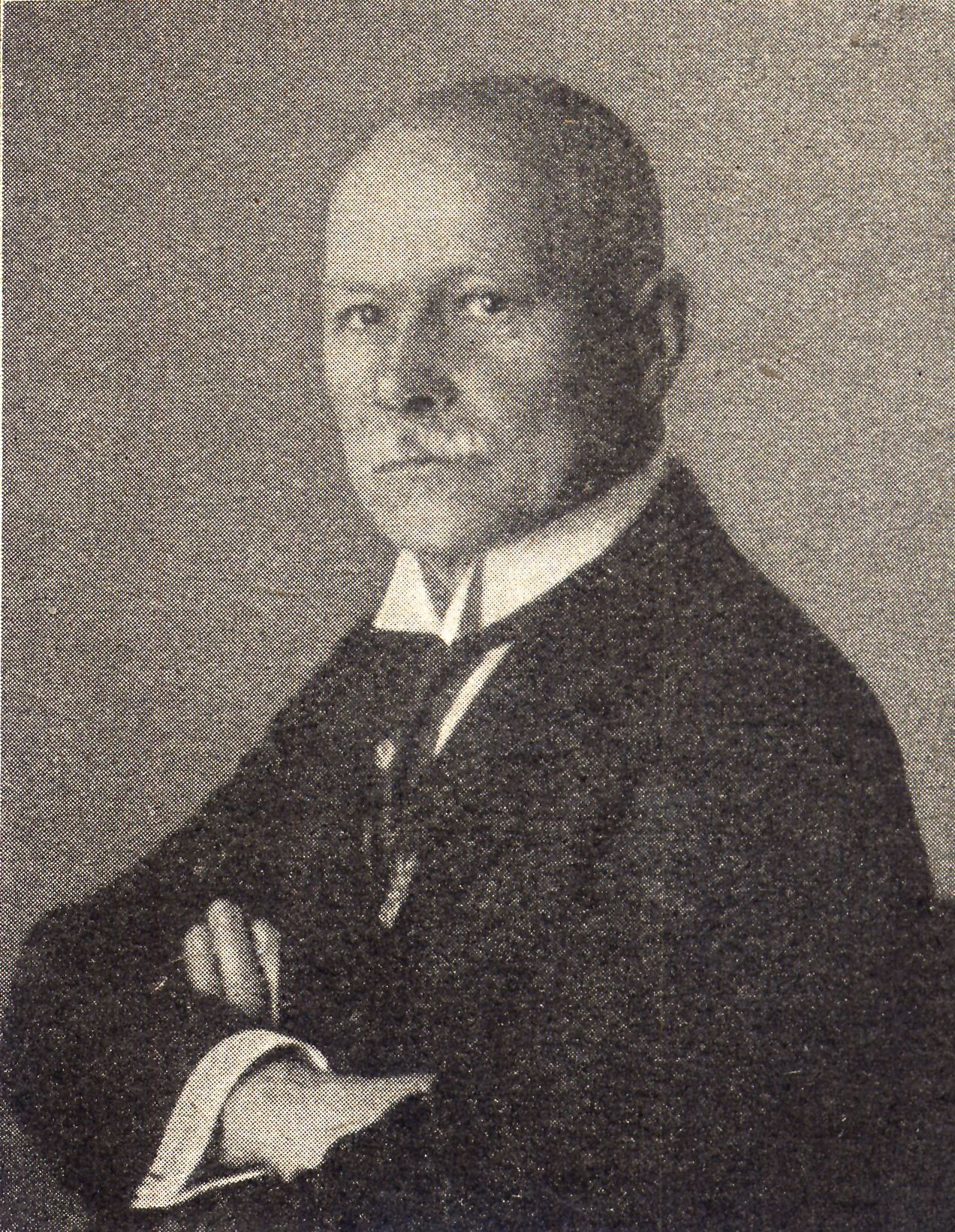
Friedrich Hermann Löscher

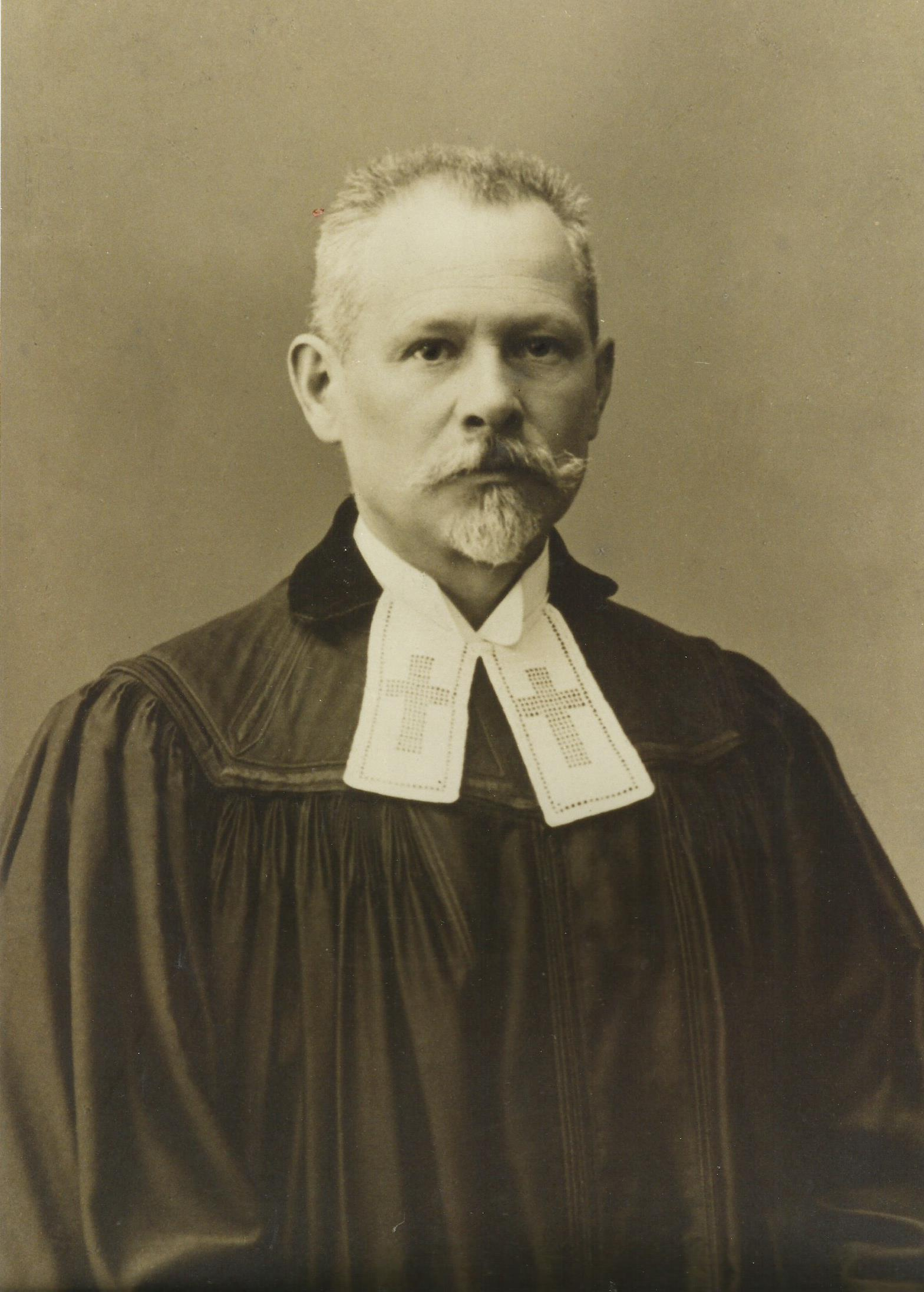
Friedrich Hermann Löscher, Pfarrer in Zwönitz

Friedrich Hermann Löscher (* 14. September 1860 in Annaberg; † 27. Dezember 1944 in Bärenstein) war ein deutscher lutherischer Pfarrer sowie Heimatforscher des Erzgebirges.

## Leben
Der Sohn des Hauptzollregistrators Friedrich Hermann Löscher und dessen Frau Marie Elise, geborene Jonne, besuchte das Kreuzgymnasium in Dresden und gehörte als Alumnus dem Kreuzchor der Dresdner Kreuzkirche an, wo sein Vater später die Stelle eines Kirchners innehatte. 1880 nahm Löscher ein Theologiestudium an der Universität Leipzig auf. Nach einer zweijährigen Hauslehrertätigkeit bei Rudolf Lenk Freiherr von Wolfsberg kehrte er 1887 aus Österreich zurück und übernahm die Diakonstelle in Zwönitz. Im selben Jahr heiratete Friedrich Hermann Löscher in Dresden Martha Emilie Saitmacher, mit der er vier Kinder hatte.
Löscher war 43 Jahre lang Pfarrer in Zwönitz und publizierte neben theologischen Schriften vor allem heimatgeschichtliche Abhandlungen und Volksstücke. Er war Herausgeber der Zeitschrift Aus dem Zwönitzthale. Neben seinen Aktivitäten in zahlreichen kirchlichen Vereinen und Gremien war Löscher Erster Vorsitzender des Erzgebirgsvereins (1925–1928) und dessen Zweigvereins Zwönitz, Referent des Reichsverbandes des Jugendherbergswesens und im Vorstand des Verbands Deutscher Gebirgs- und Wandervereine, in dem er maßgeblich an der Schaffung eines Unterkunftsnetzes für Wanderer und Jugendgruppen beteiligt war. Von 1921 bis 1933 war er der geschäftsführende Vorsitzende dieses Verbands und unterstützte dabei die Arbeit der in diesem Zeitraum tätigen persönlich gewählten Vorsitzenden Rudolf Kissinger (1921–1930) und August Jaspert (1931–1933). In seiner Amtszeit wurde 1931 die stilisierte Tanne zum heute noch gültigen Emblem des Verbandes gewählt. Er war mit dem Sänger und Dichter Anton Günther befreundet und erreichte durch sein beharrliches Wirken, dass am Fichtelberg eine Jugendherberge entstand. 1927 hielt er die Rede bei der Weihe des Unterkunftshauses auf dem Schwartenberg.
Nach seiner Pensionierung lebte Friedrich Hermann Löscher in der Nähe seines Sohnes in Dresden-Bühlau, Ostmarkstraße 34. Nach dem Tod seiner Frau 1940 verbrachte er seinen Lebensabend bei seiner jüngsten Tochter Gertrud verh. Schneider in Bärenstein i. Erzgebirge, wo er am 27. Dezember 1944 starb und auch beerdigt wurde.

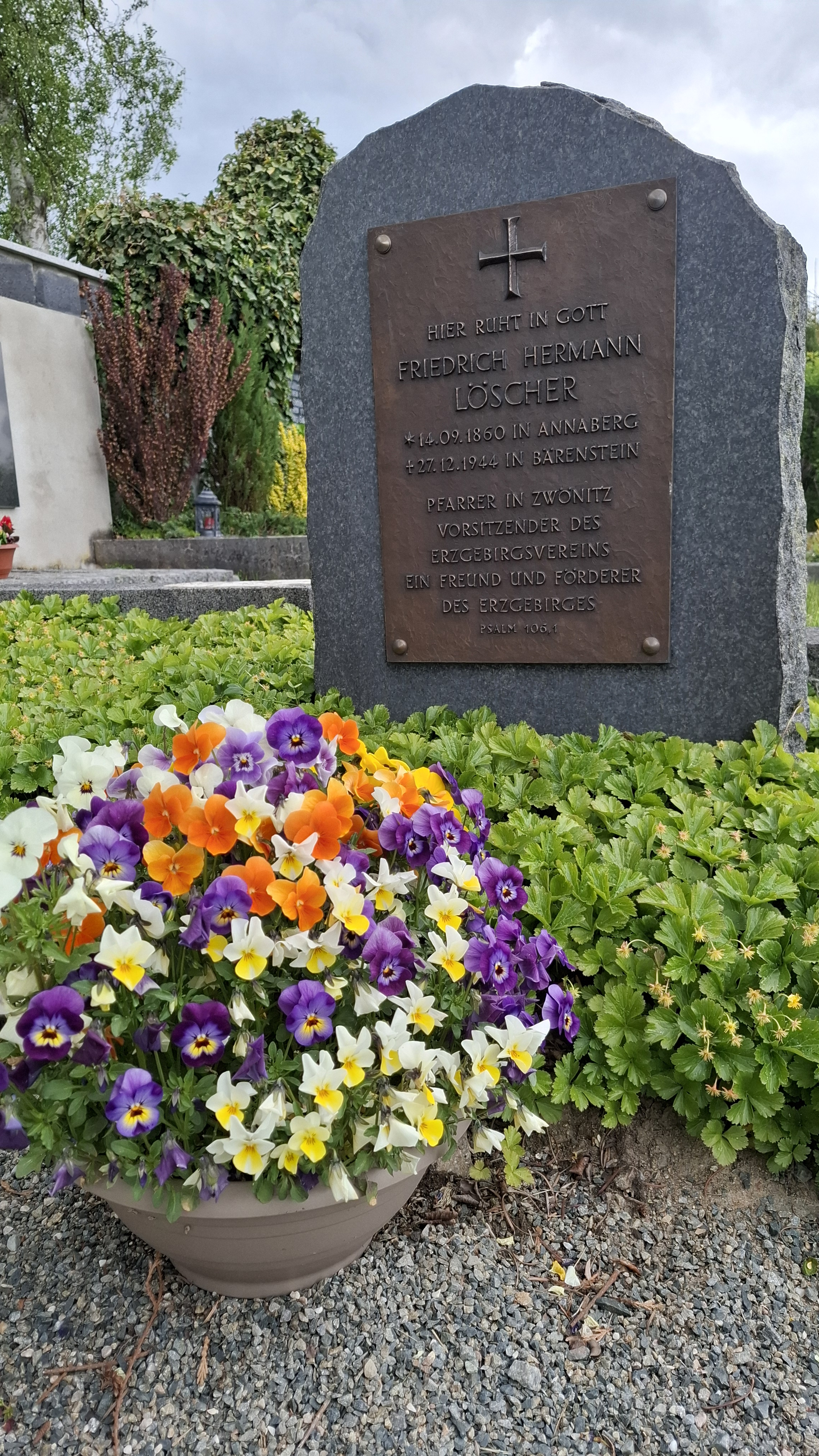
Grab Friedrich Hermann Löscher in Bärenstein

Sein ältester Sohn Friedrich Hermann Löscher (1888–1967) war ein Jurist und Historiker, der sich unter anderem mit dem erzgebirgischen Bergrecht im Mittelalter befasste.
Einer seiner direkten Nachfahren war der Kirchenmusiker Gottfried Neubert (1926–1983).